# Geophis duellmani
Geophis duellmani là một loài rắn trong họ Rắn nước. Loài này được Smith & Holland mô tả khoa học đầu tiên năm 1969.